# Fédération nationale des ports et docks CGT
La Fédération nationale des ports et docks (CGT Dockers) est la fédération des dockers et des ouvriers portuaires. Elle est affiliée à la Confédération générale du travail au niveau national, et au Conseil international des travailleurs portuaires au niveau international.
Cette fédération s'est formée en 1901 au sein de la CGT, et est restée majoritaire, unitaire et affiliée à la CGT, aussi bien entre 1921 et 1936 (scission de la CGTU), qu'à partir de 1947 et la scission de FO.